# Yuval Noah Harari
Yuval Noah Harari, (hebreiska: יובל נח הררי [juˈval ˈnoaχ haˈʁaʁi], född 1976 i Israel, är en israelisk professor i historia och författare till boken Sapiens: en kort historik över mänskligheten. Han undervisar på Historiska institutionen vid Hebreiska universitetet i Jerusalem.
Han är författare till de populära vetenskapliga bästsäljarna Sapiens: A Brief History of Humankind (2014), Homo Deus: A Brief History of Tomorrow (2016) och 21 Lessons for the 21st Century (2018). Hans skrifter undersöker fri vilja, medvetande, intelligens, lycka och lidande. 
Harari skriver om den "kognitiva revolutionen" som inträffade för ungefär 70 000 år sedan när Homo sapiens ersatte de rivaliserande neandertalare och andra arter av Homo, utvecklade språkkunskaper och strukturerade samhällen och steg upp som toppredatorer, med hjälp av jordbruksrevolutionen och påskyndat av vetenskaplig metod, som har gjort det möjligt för människor att behärska sin miljö. Hans böcker undersöker också de möjliga konsekvenserna av en futuristisk bioteknologisk värld där intelligenta biologiska organismer överträffas av sina egna skapelser; han har sagt, "Homo sapiens, som vi känner dem, kommer att försvinna om ett sekel eller så".

## Biografi
Yuval Noah Harari föddes och växte upp i Kiryat Ata, Israel, ett av tre barn födda till Shlomo och Pnina Harari. Familjen var en sekulär judisk familj med östeuropeiska och libanesiska rötter. Hans far var en statsanställd vapeningenjör och hans mor var kontorsföreståndare. Harari lärde sig själv att läsa vid tre års ålder. Han studerade vid Leo Beck Education Center i Haifa, i en klass för intellektuellt begåvade barn från åtta års ålder. Han sköt upp sin obligatoriska militärtjänst i Israels försvarsmakt för att bedriva universitetsstudier som en del av Atuda-programmet, men blev senare undantagen från att slutföra sin militärtjänst efter sina studier på grund av hälsoproblem. Han började studera historia och internationella relationer vid Hebreiska universitetet i Jerusalem vid 17 års ålder.
Harari är gay och träffade 2002 sin man Itzik Yahav, som han kallar "mitt internet för alla saker". De gifte sig vid en civil ceremoni i Toronto, Kanada.
Harari säger att Vipassana-meditation, som han började medan han var i Oxford 2000, har "förändrat mitt liv" Han tränar i två timmar varje dag (en timme i början och slutet av sin arbetsdag. Varje år genomför han en meditationsretreat på 30 dagar eller längre, i tystnad och utan böcker eller sociala medier, och är assisterande meditationslärare. Han tillägnade Homo Deus till "min lärare, SN Goenka, som kärleksfullt lärde mig viktiga saker" och sa "Jag kunde inte ha skrivit den här boken utan den fokus, fred och insikt som jag fick från att utöva Vipassana i femton år." Han ser också meditation som ett sätt att undersöka.
Harari är vegan, och säger att detta är resultatet av hans forskning, inklusive hans åsikt att grunden för mejeriindustrin bryter bandet mellan ko och kalv.
Harari bor i Karmei Yosef, ett samhälle i centrala Israel. 

### Akademisk karriär
Harari specialiserade sig först på medeltidens historia och militärhistoria i sina studier från 1993 till 1998 vid Hebreiska universitetet i Jerusalem. Han avslutade sin doktorsexamen vid Jesus College, Oxford, 2002, under ledning av Steven J. Gunn. Från 2003 till 2005 fortsatte han postdoktorala studier i historia som Yad Hanadiv-stipendiat. Medan han var i Oxford mötte Harari först Jared Diamonds skrifter, som han har erkänt som ett inflytande på sitt eget skrivande. På en salong vid Berggrueninstitutet sa Harari att Diamond, Gunns, Germs, och Steel “var ett slags uppenbarelse i min akademiska karriär. Jag insåg att jag faktiskt kunde skriva sådana böcker.” 

### Litterär karriär
Harari har publicerat åtskilliga böcker och artiklar, som Special Operations in the Age of Chivalry, 1100–1550; The Ultimate Experience: Battlefield Revelations and the Making of Modern War Culture, 1450–2000; The Concept of 'Decisive Battles' in World History; och Armchairs, Coffee and Authority: Eye-witnesses and Flesh-witnesses Speak about War, 1100–2000. Nu specialiserar han sig på världshistoria och makrohistoriska processer. 
Hans bok Sapiens: A Brief History of Humankind publicerades ursprungligen på hebreiska 2011 baserat på de 20 föreläsningarna i en grundutbildning i världshistoria som han undervisade i. Den släpptes sedan på engelska 2014 och har sedan dess översatts till ytterligare 45 språk. Boken undersöker hela människans historia, från utvecklingen av Homo sapiens under stenåldern till de politiska och teknologiska revolutionerna under 2000-talet. Den hebreiska upplagan blev en bästsäljare i Israel och genererade mycket intresse bland allmänheten och gjorde Harari till en kändis. Joseph Drew skrev att "Sapiens ger en omfattande och tankeväckande introduktion för studerande av jämförande civilisation", och betraktar det som ett arbete som "lyfter fram samhällsvetenskapens betydelse och omfattning."
Hararis uppföljningsbok, Homo Deus: A Brief History of Tomorrow, publicerades 2016 och undersöker Homo sapiens möjligheter i framtiden. Som bokens utgångspunkt beskrivs att mänskligheten i framtiden sannolikt kommer att göra betydande försök att få lycka, odödlighet och gudaliknande krafter. Boken fortsätter med att spekulera på olika sätt hur denna ambition kan förverkligas för Homo sapiens i framtiden baserat på det förflutna och nuet. Bland flera möjligheter för framtiden utvecklar Harari termen dataism som en filosofi eller ett tänkesätt som dyrkar big data. Siddhartha Mukherjee skrev i The New York Times Book Review och uttalade att även om boken "misslyckas med att övertyga mig helt," anser han att den är "nödvändig läsning för dem som tänker på framtiden."
Hans senaste bok, 21 Lessons for the 21st Century, på svenska 21 tankar om det 21:a århundradet, publicerad 2018, fokuserar mer på dagens bekymmer. En recension i New Statesman kommenterade vad det kallade "lustiga moraliska påståenden som strötts över hela texten", kritiserade Hararis skrivstil och uppgav att det "handlade om meningslösa sidor och obehagliga banaliteter." En annan recension i Kirkus Reviews berömde boken och beskrev den som en "mycket lärorik utforskning av aktuella frågor och mänskliga samhälls omedelbara framtid."
Den första volymen av hans grafiska bearbetning av Sapiens: A Brief History of Humankind, Sapiens: A Graphic History - The Birth of Humankind, medförfattare till David Vandermeulen och Daniel Casanave, publicerades i november 2020 och lanserades vid ett livestream-evenemang organiserat av Hur man akademier och Penguin Books.